# Россиньоль, Антуан
Антуан Россиньоль (фр. Antoine Rossignol des Roches, 1600—1682) — французский криптограф.

## Биография
Родился в 1600 году в Альби. Стал известен во время правления Генриха II Бурбона, принца Конде, в 1628 году, когда войска принца осаждали восставший гугенотский город Реальмон. Армия французского короля под командованием принца Конде окружила Реальмон на рассвете 19 апреля 1628 года. Однако гугеноты, укрывшиеся за зубчатыми стенами этого небольшого города на юге Франции, оказывали упорное сопротивление. Королевская армия была деморализована бесплодными попытками овладеть крепостью. Вскоре королевские солдаты захватили пробиравшегося из города гонца, который пытался доставить зашифрованное сообщение войскам гугенотов за пределами Реальмона. На первый взгляд, это была длинная и неумело сочинённая поэма. Ни одному из королевских офицеров не удалось понять её тайный смысл. Только через неделю выяснилось, что перехваченное сообщение гугенотов может дешифровать юноша из влиятельной семьи в городе Альби в десяти милях от Реальмона. Этот молодой человек, по слухам, интересовался шифрами. Криптограмма была отвезена в Альби Россиньолю, и 28-летний молодой человек прочитал её сразу же. Выяснилось, что защитники Реальмона отчаянно нуждались в боеприпасах и, не получив их, они будут вынуждены в скором времени капитулировать. Благодаря этой информации осада города была продолжена, и 30 апреля 1628 года Реальмон капитулировал.
Во время осады Ла-Рошели в 1628 году Россиньоль так же успешно взломал шифр переписки гугенотов. Талантливый дешифровщик привлёк к себе внимание первого министра Людовика XIII, кардинала Ришельё, который активно использовал шифры для своей дипломатической и разведывательной переписки. Ришельё назначил Россиньоля начальником «Счётной части» (фр. Cour des comptes) — дешифровального отделения. Таким образом, Россиньоль является первым профессиональным криптоаналитиком Франции. На смертном одре Людовик XIII назвал его «человеком, от которого зависит благополучие моих подданных».
Во время правления Людовика XIV Антуан Россиньоль и его сын, Бонавентур Россиньоль, работали в своём имении в Жювизи-сюр-Орж, расположенном неподалёку от королевской резиденции в Версале. Они разработали для короля так называемый Великий Шифр, который был настолько криптостойким, что в течение двух столетий никто не мог взломать его, пока это не сделал Этьен Базери в 1893 году, после трёх лет работы.
После назначения маркиза Лувуа военным министром в 1668 году, во Франции был создан первый Чёрный кабинет (комната для тайного перлюстрирования почтовой корреспонденции), где Россиньоль работал вместе с сыном. Французский «Чёрный кабинет» пользовался известностью во всём мире. Авторитет Россиньоля во Франции был чрезвычайно высок, аббат де Буаробер написал в его честь поэму «Epistres en Vers», а Шарль Перро включил его биографию в книгу «Знаменитые люди Франции».
Антуан Россиньоль умер в декабре 1682 года.

## Великий шифр
Антуан Россиньоль и его сын Бонавентур изобрели шифр, который использовал 587 различных чисел. Шифр был настолько стойким, что в течение двух столетий никто не мог взломать его, пока это не сделал французский криптограф Этьен Базери в 1893 году. Он понял, что каждое число замещало французский слог, а не одну букву, как до этого считали. Этьен Базери предположил, что специфическая последовательность повторных чисел 124-22-125-46-345 кодирует слово «les ennemis» (враги), и, отталкиваясь от этой информации, смог разгадать весь шифр.

## Доктрина Россиньоля
Антуану Россиньолю принадлежит доктрина, согласно которой стойкость военно-полевого шифра должна быть такой, чтобы обеспечить секретность шифродонесения до получения его армейским подразделением и выполнения приказа. Дипломатический же шифр должен быть таким, чтобы раскрытие его заняло несколько десятков, а может быть, и сотен лет, так как в дипломатии зашифрованный документ часто должен оставаться секретным ещё очень продолжительное время после его зашифрования.